# Adele Grantzow

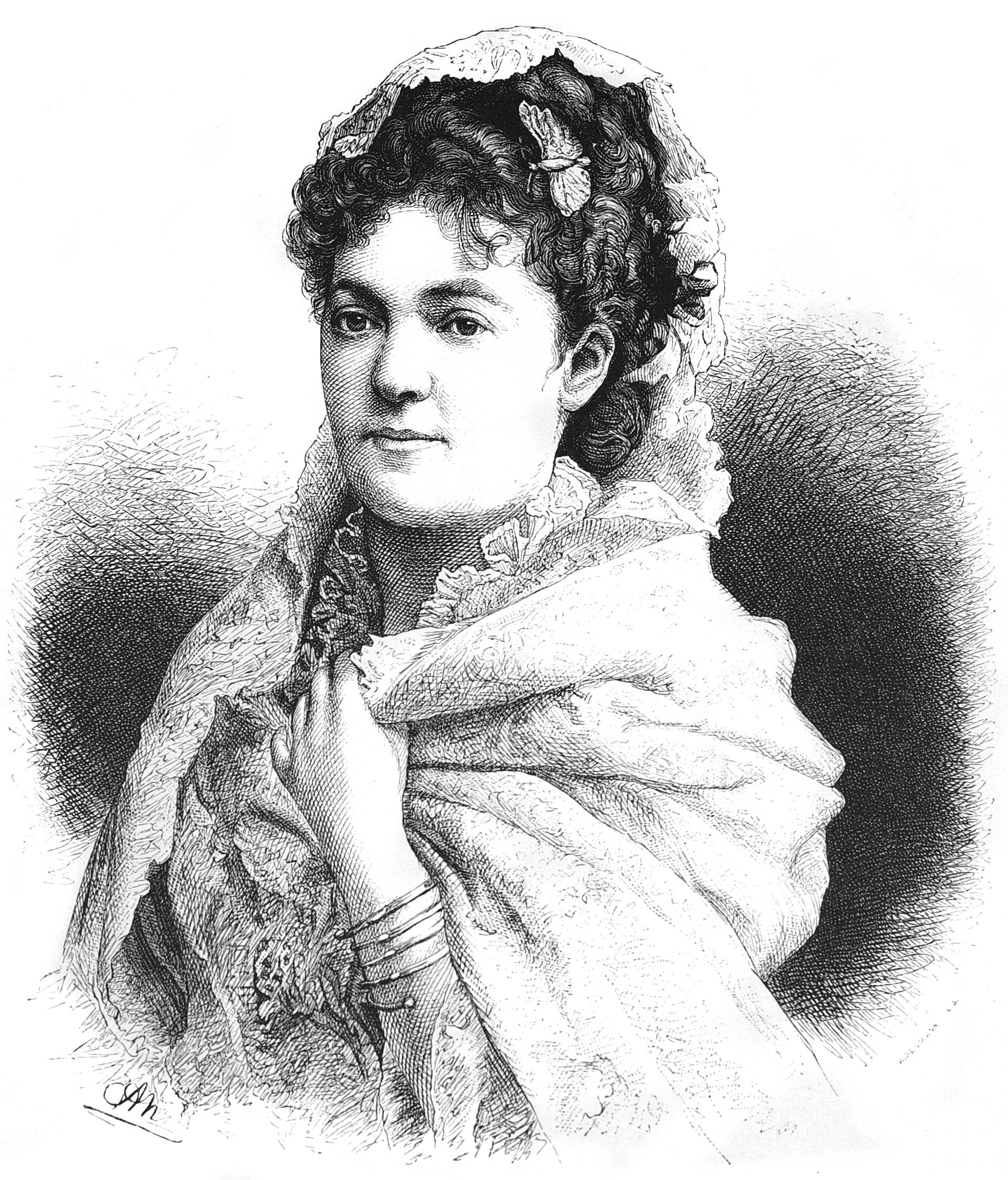
Adele Grantzow

Adele Grantzow (* 1. Januar 1845 in Braunschweig; † 7. Juni 1877 in Berlin) war eine deutsche Tänzerin.

## Leben
Sie erhielt ihre Ausbildung bei ihrem Vater, dem Ballett-Meister Gustav Grantzow. Nach ihrem frühen Eintritt in die Braunschweiger Oper erregte sie die Eifersucht der dortigen Favoritin von Herzog Wilhelm. Darauf ging Grantzow als Première danseuse nach Hannover. Arthur Saint-Léon empfahl ihr, nach Paris zu gehen und nahm sie von dort 1865 als Première danseuse nach Moskau mit. Hier hatte sie Erfolge mit Saint-Léons Flammetta und in La Fille mal gardée.
1866 debütierte sie in Paris in Giselle und tanzte die Titelrolle exklusiv bis zur Absetzung des Balletts im Jahr 1866, reüssierte aber auch in Saint-Léons Néméa. Sie war als Naila in dessen La Source vorgesehen, musste die Rolle aber wegen einer Fußverletzung abgeben. Sie trat wieder in Moskau und St. Petersburg auf und verhalf 1867 auch La Source zu dem Erfolg, der den ersten Vorstellungen versagt geblieben war.
Als Medora in Maziliers Der Korsar zog sie sich 1867 erneut eine Fußverletzung zu, tanzte die Rolle jedoch weiter, auch wieder in St. Petersburg und noch einmal in Paris im folgenden Sommer. Danach musste sie längere Zeit pausieren. 1869 kreierte sie in St. Petersburg Saint-Léons Le Lys. 1870 war sie als Swanhilda in Coppélia vorgesehen, musste aber wie auf alle weiteren Pläne wegen ihrer sich verschlimmernden Krankheit verzichten. Sie starb, nachdem man ihr wegen einer Thrombose ein Bein abgenommen hatte.
Ihre Schwester Pauline Spengler, geb. Grantzow, ist die Mutter des Geschichtsphilosophen Oswald Spengler.